# Placodoma palaestinella
Placodoma palaestinella is een vlinder uit de familie zakjesdragers (Psychidae). De wetenschappelijke naam van deze soort is voor het eerst geldig gepubliceerd in 1902 door Rebel.